# جوزيف أديسون
جوزيف أديسون (بالإنجليزية: Joseph Addison)‏ صحفي وكاتب وشاعر مسرحي ورجل سياسة إنجليزي، وُلد في 1 مايو عام 1672. كان يعد واحدًا من أشهر كتاب المقال في النصف الأول من القرن الثامن عشر. يرتبط اسمه بالدرجة الأولى بصحيفتين ظهرتا في تلك الحقبة هما «التاتلر» أي الثرثار، التي ظهرت في الفترة من 1709 حتى عام 1711، و«السْبِكتَيتَر» أي المراقب في الفترة من 1711 حتى 1712.
( التحق جوزيف أديسون بالسلك الحكومي كوكيل وزارة الخارجية . وكان كاتباً موهوباً ، وقد أنشأ سنة 1710 م صحيفة بأسم هويغ أكزاميبر صحيفة حزب الأحرار في بريطانيا ، بالأضافة إلى أنه يكتب في صحف أخرى مثل مجلة تايلر لريتشارد ستيل . ثم أنه اشترك مع ستيل نفسه لإصدار مجلة سبكتيتور (المتفرج) التي كانت ميداناً للنقد الأدبي الجيد ، والتعليقات الساخرة اللاذعة للمجتمع . ومع ذلك استمر أديسون في خدمة الحكومة ، وبلغ مراتب عليا ) .
وتُوفي في 7 يونيو عام 1719.
ومن المعروف أن زيادة أهمية النثر وظهور الصحافة علامتان من علائم استقرار المجتمع والتقدم الحضاري. وقد بدأ المجتمع الإنكليزي في النصف الأول من القرن الثامن عشر يسير بهذا الاتجاه بعد أن هزّته في القرن السابع عشر حرب أهليّة انتهت بسيطرة البيوريتانيين (التطهريين) Puritans وبظهور نزعة التزمّت المعادية للفكر الحر والحياة المنفتحة والفنون. غير أن هذه الحقبة سرعان ما انتهت بعودة الملكية عام 1660 فانقلبت الموازين. وأخذ المجتمع الإنكليزي في عهد تشارلز الثاني على وجه الخصوص يتجه الاتجاه المعاكس، وتطرّف في التحلُّل من قيود الحقبة السابقة. ولكن المجتمع أخذ يتجه نحو الاعتدال بعد حدوث ما يدعى بالثورة المجيدة التي أطاحت الملك الكاثوليكي جيمس الثاني (1688) من دون إراقة للدماء (ومن هنا جاءت تسميتها بالمجيدة). وأخذت تزداد فيه قوّة الطبقة الوسطى مع ما تمثّله من قيم. وقد عبر جوزيف أديسون عن روح الاعتدال هذه تمشياً مع ما كان يؤمن به من وسطيّة أرسطيّة تسعى إلى التوفيق بين المبادئ الأخلاقية والإقبال على الحياة. وقد جمع أديسون إلى ذلك قدرة على بثّ الثقافة الرفيعة بين قرّائه فجعله ذلك لسان حال الطبقة الوسطى في العالم الناطق بالإنكليزية على جانبي المحيط الأطلسي.
كان أديسون قد لفت الانتباه بشعره قبل أن يلفته بنثره. فقد أثارت قصائده باللاتينية اهتمام الشاعر دْرايْدن[ر]. وكان قد نظم قصيدة عنوانها «الَحَمْلَة» The Campaign (1704) عبّر فيها عن فرح الشعب الإنكليزي بانتصار دوق مارلْبَرَه في معركة بلِنهايْم ضدَّ الفرنسيين والبافاريين. ومع أنها لا تعدّ الآن من خيرة الشعر فإنها نجحت في التعبير عن مشاعر الناس آنذاك. وكتب مسرحية شعرية عنوانها «كيتو» Cato (1713) حافظ فيها على ما كان يسمّى آنذاك الوحدات الثلاث (وحدة الحَدَث والمكان والزمان). ومع أنها تعدّ الآن مسرحية لا حياة فيها فقد نالت شهرة واسعة في عصرها ربما بسبب ما قرأه الناسُ فيها من معانٍ سياسية، فقد كان أديسون وثيق الصلة بالحياة السياسية، إذ عيّن وزيراً في وزارة الخارجية (1706) وفاز بعضوية البرلمان بين سنة 1708 وسنة 1719، إلى غير ذلك من المناصب السياسية.
كانت صحيفة «التاتلر» تصدر ثلاث مرّات في الأسبوع وتضمُّ نُتَفاً من الأخبار وبعض المقالات الساخرة. أما «السبكتيتر» التي أصدرها أديسون مع صديقه سْتيل فكانت تصدر يومياً باستثناء يوم الأحد. وكانت هذه الصحيفة ورقة واحدة تَمْلَؤُها المقالة الرئيسة بالدرجة الأولى. وكانت المقالات تؤلف أحياناً سلسلة مما جرت عليه الصحف الحديثة يكون موضوعها تعليقاً مستمرّاً على عادات الناس وحماقاتهم وأخلاقهم وفلسفتهم وأدبهم. وكان «المراقب» (وهو شخصية وهمية تكتسب صفة المراقب للمجتمع) فيلسوفاً عركته الحياة يشترك هو وأربعة من أصدقائه في نادٍ واحد، ويمثّلون معاً أنماطاً بشرية مختلفة المشارب. وكان أشْهَرَ هذه الشخصيات المُخْتَلِفَة عَيْنٌ من أعيانِ الرّيفِ اسمُه السير روجر دي كفرلي يراقب ما يجري في مجتمع المدينة بقدْرٍ من بَراءةٍ ريفيةٍ هي وسيلةٌ للنَّقْدِ ومصدرٌ للمتعة في الوقت نفسه.
لقد أوجد أديسون هو وصديقه ستيل أسلوباً طيّعاً سائغاً يبتعد عن الحذلقة مثلما يبتعد عن الإسفاف، ويتصف بالدِّقَّة التي لا يشوبها الإملال، وبالسلاسة التي لا يعيبُها الابتذال. وقد نصح الدكتور صموئيل جونسون كلَّ مَنْ يودّ الارتقاء بأسلوبه بصرف الليالي في دراسة المجلّدات التي خلّفها أديسون. وقد أيّد الخَلَفُ ثوابَ نُصْحِ هذا السَّلف.

## وصلات خارجية
- جوزيف أديسون على موقع الموسوعة البريطانية (الإنجليزية)
- جوزيف أديسون على موقع ميوزك برينز (الإنجليزية)
- جوزيف أديسون على موقع قاعدة بيانات برودواي على الإنترنت (الإنجليزية)
- جوزيف أديسون على موقع إن إن دي بي (الإنجليزية)
- جوزيف أديسون على موقع أول ميوزيك (الإنجليزية)
- جوزيف أديسون على موقع ديسكوغز (الإنجليزية)